# بلاسكو جيوراتو
بلاسكو جيوراتو (بالإنجليزية: Blasco Giurato)‏ مصور سينمائي من إيطاليا. عمل على عدة أفلام منها فيلم ايب. بلاسكو جيوراتو من مواليد يوم 7 يونيو 1941 في روما، إيطاليا.